# I Feel Free
I Feel Free (с англ. — «Я чувствую себя свободно») — песня с дебютного альбома британской рок-группы Cream. Текст песни был написан Питом Брауном, музыка Джеком Брюсом. Она стала первой совместно написанной песней.
Была выпущена на втором сингле группы, который продавался успешнее, чем первый (Wrapping Paper/Cat's Squirrel). Джек Брюс и Эрик Клэптон чередуют вокальные партии.
На стороне «Б» располагается — песня N.S.U. Авторы песни — Джек Брюс и Пит Браун.

## Чарты
Песня «I Feel Free» впервые вошла в UK Singles Chart 17 декабря 1966 года под номером 50, достигла наивысшей позиции 28 января 1967 года на 11-м месте и последний раз была замечена 4 марта 1967 года на 49-м месте; в общей сложности песня провела в чартах 12 недель. В США сингл достиг 116-го места в чарте Billboard Bubbling Under Hot 100 Singles в декабре 1967 года. В Финляндии она достигла 39 места.

## Участники записи
- Джинджер Бейкер — ударные, перкуссия, вокал
- Джек Брюс — вокал, бас-гитара
- Эрик Клэптон — гитара, вокал